# Medborgaren (1788–1793)
Medborgaren var ett i Stockholm utgivet halvveckoblad, efter The Spectators mönster, som var filantropernas och mystikernas organ gentemot Stockholms-Posten och som utgavs av swedenborgaren protokollssekreteraren Carl Fredric Nordenskiöld från den 24 september 1788 till 6 februari 1790 (då tidningen indrogs) och sedermera från den 6 oktober 1792 till den 3 april 1793 (då den ånyo förbjöds). Den utkom först i oktavblad om åtta sidor, men från januari 1790 i fyrsidiga kvartblad.